# Campeonato Paulista de Showbol
O Campeonato Paulista de Showbol é uma competição da modalidade showbol que reúne equipes tradicionais do futebol de campo brasileiro com equipes adaptadas a esta prática. Geralmente com jogadores aposentados do futebol de campo e que obtiveram algum sucesso na equipe principal desses clubes. O primeiro campeão foi o São Paulo.
O torneio é organizado pelo Showbol Brasil. Os campeões foram o São Paulo, o Santos, o Grêmio Barueri e o Audax cada um conquistando apenas uma vez o torneio.

## Títulos

### Por equipes
| Clube          | Títulos  | Vices    | Terceiro lugar  | Quarto lugar    |
| -------------- | -------- | -------- | --------------- | --------------- |
| São Paulo      | 1 (2011) | 1 (2013) | 1 (2012)        | 0               |
| Santos         | 1 (2012) | 0        | 2 (2011 e 2013) | 1 (2017)        |
| Grêmio Barueri | 1 (2013) | 0        | 0               | 0               |
| Audax          | 1 (2017) | 0        | 0               | 0               |
| Guarani        | 0        | 1 (2011) | 0               | 1 (2012)        |
| Ponte Preta    | 0        | 1 (2012) | 0               | 0               |
| Botafogo       | 0        | 1 (2017) | 0               | 0               |
| Palmeiras      | 0        | 0        | 1 (2017)        | 2 (2011 e 2013) |

### Por cidade
| Estado    | Títulos | Vices | Terceiro lugar | Quarto lugar |
| --------- | ------- | ----- | -------------- | ------------ |
| São Paulo | 1       | 1     | 1              | 2            |
| Santos    | 1       | 0     | 2              | 0            |
| Barueri   | 1       | 0     | 0              | 0            |
| Campinas  | 0       | 2     | 0              | 1            |

## Artilheiros
| Ano  | Artilheiro | Clube     | Gols |
| ---- | ---------- | --------- | ---- |
| 2011 | Amoroso    | Guarani   |      |
| 2012 | Paulo Rink | Santos    | 20   |
| 2013 | Pedrinho   | Palmeiras | 14   |
| 2017 | Matheus    | Botafogo  | 16   |

## Ligações Externas
- Site oficial do showbol